# Alexandre Pölking
Alexandre "Mano" Pölking (Montenegro, 12 de março de 1976) é um treinador e ex-futebolista brasileiro de ascendência alemã que atuava como meio-campista. Atualmente está sem clube.

## Carreira
Tendo trabalhado fora do Brasil durante toda a carreira, Pölking comandou a Seleção Tailandesa entre 2022 e 2023.

## Títulos como treinador
Tailândia
- Copa AFF: 2020 e 2022

Cong An Hanoi
- Campeonato de Clubes da ASEAN vice-campeão: 2024–25

### Prêmios individuais
- Treinador do Mês do Campeonato Tailandês: abril de 2016, abril de 2018 e junho de 2019